# Felice Cerri
Felice Cerri (Sant'Angelo Lodigiano, 20 ottobre 1920 – Lodi, 21 maggio 2016) è stato un calciatore italiano, di ruolo terzino sinistro.

## Carriera
Dalla prima squadra del Sant'Angelo al Fanfulla in Serie B dal 1941 al 1944, poi ha giocato e vinto con il Como il torneo Lombardo, poi giocò con il Milan in Serie A per tre stagioni con 74 presenze. I due successivi campionati li ha giocati tra i cadetti nell'Alessandria ed ancora col Fanfulla, poi le 96 partite con il Pavia.

## Palmarès

### Giocatore

#### Competizioni nazionali
- Serie C: 1

Pavia: 1952-1953